# Sprogpsykologi
Sprogpsykologi beskæftiger sig med, hvordan mennesker forstår (dvs. opfatter og afkoder) talt og skrevet sprog, hvordan mennesker producerer sprog, og hvordan sprog læres. Det er et tværvidenskabeligt område mellem psykologi og sprogforskning.
Som fag på Københavns Universitet hører det under Det Humanistiske Fakultet oprindelig oprettet under Institut for Nordisk Filologi i 1963, hvor lektor Jesper Hermann har været ankermand siden 1969.
På Københavns Universitet betragter man sprogpsykologi som et særligt område som ikke er det samme som psykolingvistik